# چخوروتسقو
چخوروتسقو (گرجی: ჩხოროწყუ  ، در زبان مگرلی به‌معنی نُه چشمه) یک شهر در غرب گرجستان و در استان سامگرلو-زمو سوانتی است. این شهر مرکز اداری شهرداری چخوروتسقو است و در سال ۲۰۱۴ میلادی، ۳۱۴۱ نفر (به‌همراه بیش از ۱۵۰۰ نفر آوارگان آبخاز) جمعیت داشته است.